# Lockheed Martin Desert Hawk

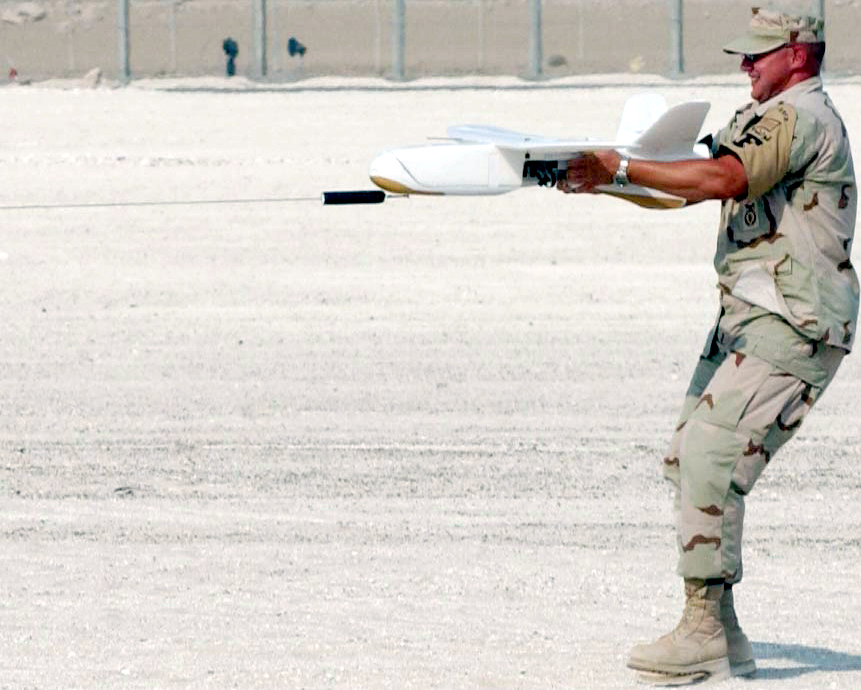
Lancement d'un Desert Hawk avec sa corde élastique.

Le Desert Hawk (« Faucon du Désert » en anglais) est un drone de combat léger utilisé pour la surveillance d'un périmètre tel qu'une base militaire. Il a été développé par la division Skunk Works du constructeur Lockheed Martin dans le cadre du programme FPASS (Force Protection Airborne Surveillance System : Système aérien de surveillance et de protection). Ce développement fut rapide, car il réutilisait des éléments du drone précédent MicroStar.
L'appareil est construit essentiellement en matière plastique, avec un moteur électrique à hélice propulsive qui donne un vol silencieux. Il est lancé grâce à une corde élastique.
Il transporte trois caméras à capteur photographique CCD et a une autonomie d'une heure environ. Il vole de façon autonome piloté par un contrôleur au sol.
Il est également utilisé par l'armée britannique (32e régiment d'artillerie royale).
Une version plus élaborée Desert Hawk III a été développée.
En 2007, le bureau de l'US Air Force du programme FPASS a décidé de migrer vers le drone de combat RQ-11 Raven B.
De la même façon, le Desert Hawk faisait partie des candidats du programme néerlandais de mini-drones, mais le RQ-11 Raven B lui a été préféré.